# تهامی والی
تهامی والی (به انگلیسی: Thamewali) یک شهرک در پاکستان است که در ناحیه میانوالی واقع شده‌است.